# グランドスラム・東京2009
グランドスラム・東京2009（グランドスラムとうきょうにせんきゅう）は、東京体育館にて2009年12月11日 - 12月13日の日程で行われた柔道の大会である。嘉納治五郎杯国際柔道選手権大会からグランドスラム・東京と国際大会に位置づけられてから最初の大会となる。

## 大会概要
| 正式名称 | GRAND SLAM TOKYO 2009 INTERNATIONAL JUDO TOURNAMENT |
| 開催日程 | 11日 男子60kg級、66kg級、女子78kg超級、78kg級 12日 男子73kg級、81kg級、90kg級、女子70kg級、63kg級 13日 男子100kg級、100kg超級、女子57kg級、52kg級、48kg級 |
| 開催場所 | 東京体育館 |
| 主催     | 財団法人全日本柔道連盟 |

## 話題
今大会で日本の女子選手団がグランドスラム大会初となる全階級制覇を達成した。
この大会から立ち技で相手の帯より下に腕または手で直接攻撃することをすべて反則となった。ただし、返し技や連絡技、相手の変則組み手などから足を掴むことは問題ないので、肩車、朽木倒、掬投、双手刈、踵返といった技もその用法に従えば使用可能。
しかし、男子100kg級決勝で黄禧太が穴井隆将に上記の限定用法とは必ずしもいえない捨身小内刈を仕掛けポイントの差で金メダルを獲得した。これに関しては、捨身小内刈もタックル技ではないかと一部から批判があったが覆らず。ただし、この用法は2010年より明確に反則対象の技となった。

## 大会結果

### 男子
| 階級        | 金               | 銀       | 銅                                          |
| ----------- | ---------------- | -------- | ------------------------------------------- |
| 60kg以下級  | 福岡政章         | 平岡拓晃 | 山本浩史 ジャン・ジンミン                   |
| 66kg以下級  | 海老沼匡         | 金周珍   | 安正煥 森下純平                             |
| 73kg以下級  | 王己春           | 粟野靖浩 | ニコラス・トリトン 西山雄希                 |
| 81kg以下級  | イアン・バートン | 金宰範   | レアンドロ・ギルヘイロ 松本雄史             |
| 90kg以下級  | 小野卓志         | 西山大希 | 吉田優也 ディルショド・チョリエフ           |
| 100kg以下級 | 黄禧太           | 穴井隆将 | ルカシュ・クルパレク リヴァン・ゾルゾリアニ |
| 100kg超級   | 高橋和彦         | 鈴木桂治 | マルティン・パダル アブドゥロ・タングリエフ |

### 女子
| 階級       | 金         | 銀                   | 銅                                |
| ---------- | ---------- | -------------------- | --------------------------------- |
| 48kg以下級 | 福見友子   | 近藤香               | サラ・メネゼス 山岸絵美           |
| 52kg以下級 | 中村美里   | ペトラ・ナレクス     | アナ・カラスコサ エリカ・ミランダ |
| 57kg以下級 | 徳久瞳     | 松本薫               | 佐藤愛子 モルガネ・リボー         |
| 63kg以下級 | 上野順恵   | 谷本育実             | 平井希 山本小百合                 |
| 70kg以下級 | 渡邉美奈   | アネット・メサロシュ | 國原頼子 エディス・ボッシュ       |
| 78kg以下級 | 緒方亜香里 | 穴井さやか           | 佐藤瑠香 ハイデ・ウォラート       |
| 78kg超級   | 塚田真希   | エレナ・イワシェンコ | ルシージャ・ポラウデル 田知本愛   |

## 各国メダル数
| 順 | 国・地域       | 金 | 銀 | 銅 | 計 |
| -- | -------------- | -- | -- | -- | -- |
| 1  | 日本           | 11 | 9  | 12 | 32 |
| 2  | 韓国           | 2  | 2  | 2  | 6  |
| 3  | イギリス       | 1  | 0  | 0  | 1  |
| 4  | スロベニア     | 0  | 1  | 1  | 2  |
| 5  | ハンガリー     | 0  | 1  | 0  | 1  |
| 5  | ロシア         | 0  | 1  | 0  | 1  |
| 7  | ブラジル       | 0  | 0  | 3  | 3  |
| 8  | ウズベキスタン | 0  | 0  | 2  | 2  |
| 9  | カナダ         | 0  | 0  | 1  | 1  |
| 9  | チェコ         | 0  | 0  | 1  | 1  |
| 9  | スペイン       | 0  | 0  | 1  | 1  |
| 9  | エストニア     | 0  | 0  | 1  | 1  |
| 9  | フランス       | 0  | 0  | 1  | 1  |
| 9  | ジョージア     | 0  | 0  | 1  | 1  |
| 9  | ドイツ         | 0  | 0  | 1  | 1  |
| 9  | オランダ       | 0  | 0  | 1  | 1  |

## 公式応援ユニット

### 柔道IPPON組
2009年度大会の宣伝のため、テレビ中継の放送局・制作局であるテレビ東京は、当時の同局のアナウンサー5人で公式応援ユニット「柔道IPPON組」結成された。テレビ東京のアナウンサーユニットは「ピンポン7」に次いで2例目、男女混合としては初となる。
メンバー
- 大橋未歩（リーダー）
- 相内優香
- 秋元玲奈
- 板垣龍佑
- 林克征（有段者）

「IPPON組」として告知や宣伝を行った番組
特に表記がない場合はメンバー全員出演
- ブランニュー!（11月15日）
- A×A ダブルエー（11月23日 - 28日、大橋はVTR出演）
- 柔道名勝負列伝（11月30日 - 12月10日、2名ずつ交替で担当）
- 今夜もドル箱（12月1日、相内、秋元のみ）
- ピラメキーノ（12月4日 - 11日、女性3人のみ）
- 柔道グランドスラムTOKYO2009まであと6日!（12月5日、約1時間の番組宣伝番組、相内、秋元のみ）
- アリケン（以上12月5日、「やべっちらし寿司」）
- やりすぎコージー（12月7日）
- ありえへん∞世界（12月8日）

放送期間中
大橋は、中継の総合司会を担当。林は11日（深夜）、12日（昼）、13日（昼）のすべてのハイライトを担当。相内は、11日と13日の会場リポートと、12日のハイライトを担当。秋元は、11日と13日のハイライトと、12日の会場リポートを担当。板垣は試合の実況を担当した。なお、実況は斉藤一也、島田弘久、増田和也も担当した。